# Sambadondogiin Tserendorj
Sambadondogiin Tserendorj (Cамбадондогийн Цэрэндорж), né en 1872 et décédé en octobre 1937 à Oulan-Bator est un homme politique mongol, Premier ministre de Mongolie de mai 1921 à juillet 1921.